# Bitka kod Megida (1469. pr. Kr.)
Bitka kod Megida 1469. pr. Kr. je najstarija zabilježena bitka u povijesti, ali i prva o kojoj su sačuvani vjerodostojni podaci o strategiji i taktici u velikom Amonovom hramu u Karnaku (al-Karnak).

## Uzrok bitke
Jedan od glavnih povoda ove bitke bila je pobuna Kanaanaca protiv egipatske vlasti u Siriji i Palestini. Tijekom širenja Egipta, započetom s XVIII. dinastijom, egipatski faraon Tutmosis III. upadao je više puta u Aziju, s ciljem stvaranja uvjeta za kasniju vladavinu zemljama od Eufrata do feničkih luka. S tim ciljem ali i s ciljem osiguravanja pomorskog trgovačkog pravca, je i krenuo iz pograničnog egipatskog grada Tela (Thel) kroz pustinju i preko planine Karmel, do grada Megida, koji je u to, drevno vrijeme, bio od velikog značaja zbog trgovačke linije koja je išla iz Egipta u Mezopotamiju, poznata kao Via Maris i tamo se sukobio s udruženim snagama područja zvanog Kaanan. U spisima se, vezano za ovu bitku pojavljuje i prva kritika vojne taktike, jer je neki kroničar zapisao da su Egipćani mogli odmah, zbog svoje premoći, zauzeti i grad, da se nisu odali pljački.

## Bitka
Na svojem prvom pohodu, oko 1469 pr. Kr. vodio je Tuthmosis kod ovog grada prvu zapisanu bitku poznatu u povijesti. Nakon prodiranja duž palestinskog primorja, stigao je južno od Arune. Dotle je njegov protivnik, kadeški knez, oko koga se okupiše mnogobrojni sitni vladari Sirije i Palestine, ušao u Megido i postavio svoju vojsku kod grada Tanaha, očekujući da će neprijatelj doći pravcem Dothaim-Tanah, dakle glavnim putem koji je vodio iz primorske nizine u dolinu Kisona, ili šire, iz Egipta u dolinu Eufrata. Ali je Tutmozis, da bi iznenadio svog protivnika, suprotno savjetima svojih generala i savjetnika (opis bitke je djelo službenog faraonovog kroničara) krenuo mnogo težim pravcem Vadi Araha, kojim je vodila uža staza. Zanemario je opasnosti koju je predstavljalo izduživanje kolone čije je čelo moglo naići na protivnika dok bi začelje bilo još daleko u pozadini, čak kod Arune - našto što su njegovi savjetnici naročito ukazivali, ali je znatno smanjivao ovaj rizik povevši hitno prethodnicu od bojnih kola s one strane planine da bi osigurala prolaz glavnine. Do bitke je došlo tek idućeg dana. Ne može se utvrditi je li iznenađeni kadeški knez stigao okrenuti bojište i na vrijeme pripremiti se za bitku. Ako je to i učinio, nije mu mnogo pomoglo. Egipćani su krenuli u napad i obuhvatnim manevrom svojeg lijevog krila postigli potpunu pobjedu. Tom prigodom zapljenili su 924 bojnih kola i 200 oklopa. Mogli su već tada zauzeti i utvrđeni Megido da se nisu odali pljački - žali se kroničar, ne sluteći možda kako je ovom primjedbom izrekao prvu kritiku vojne povijesti. Megido će pasti tek kasnije poslije kraće opsade.

## Vanjske poveznice
- Suvremeni opis bitke kod Megida iz 1469 pr. Kr.